# シャーク (SS-174)
シャーク (USS Shark, SS-174) は、アメリカ海軍の潜水艦。ポーパス級潜水艦の一隻。艦名はサメに因んで命名された。その名を持つ艦としては1917-19年に哨戒艇として徴用された民間船イルディコ4号を改名したもの(SP-534)以来5隻目。なお、戦没から2年後にバラオ級潜水艦30番艦として6代目シャーク (SS-314)が就役している。

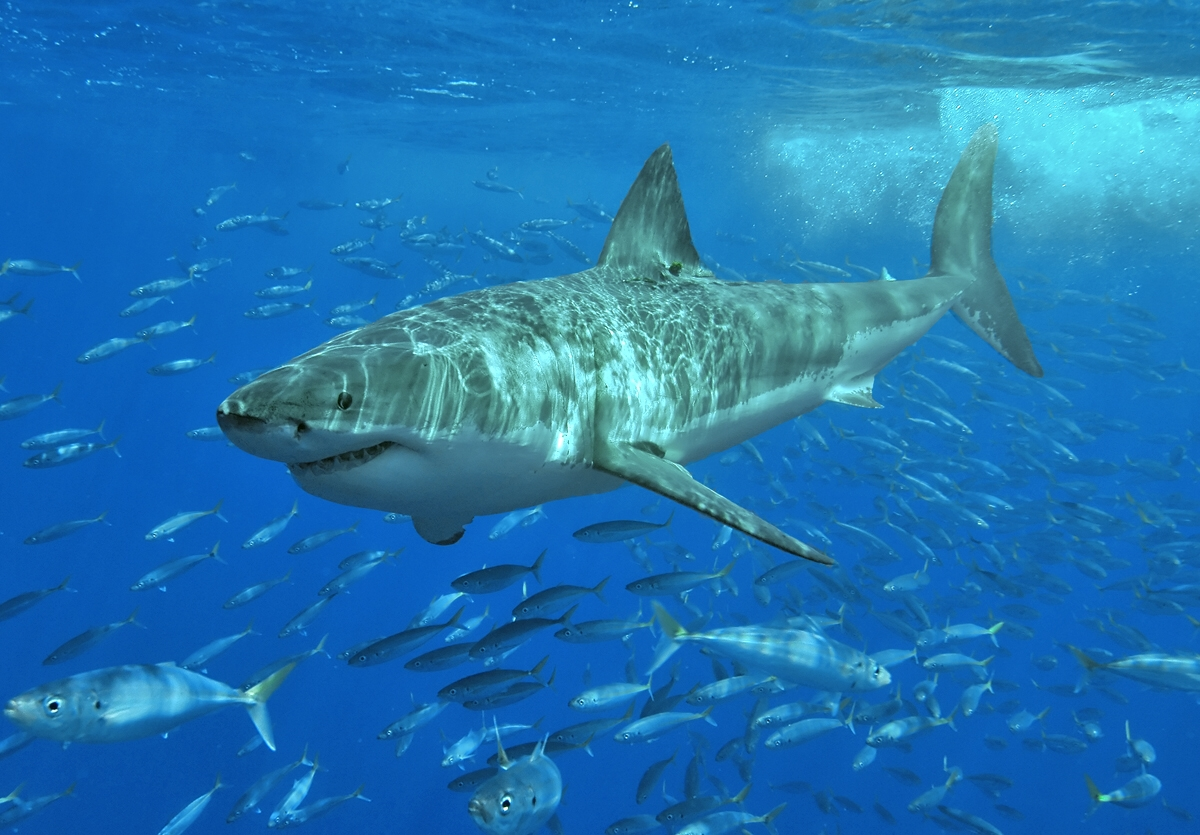
ホホジロザメ（Great white shark）

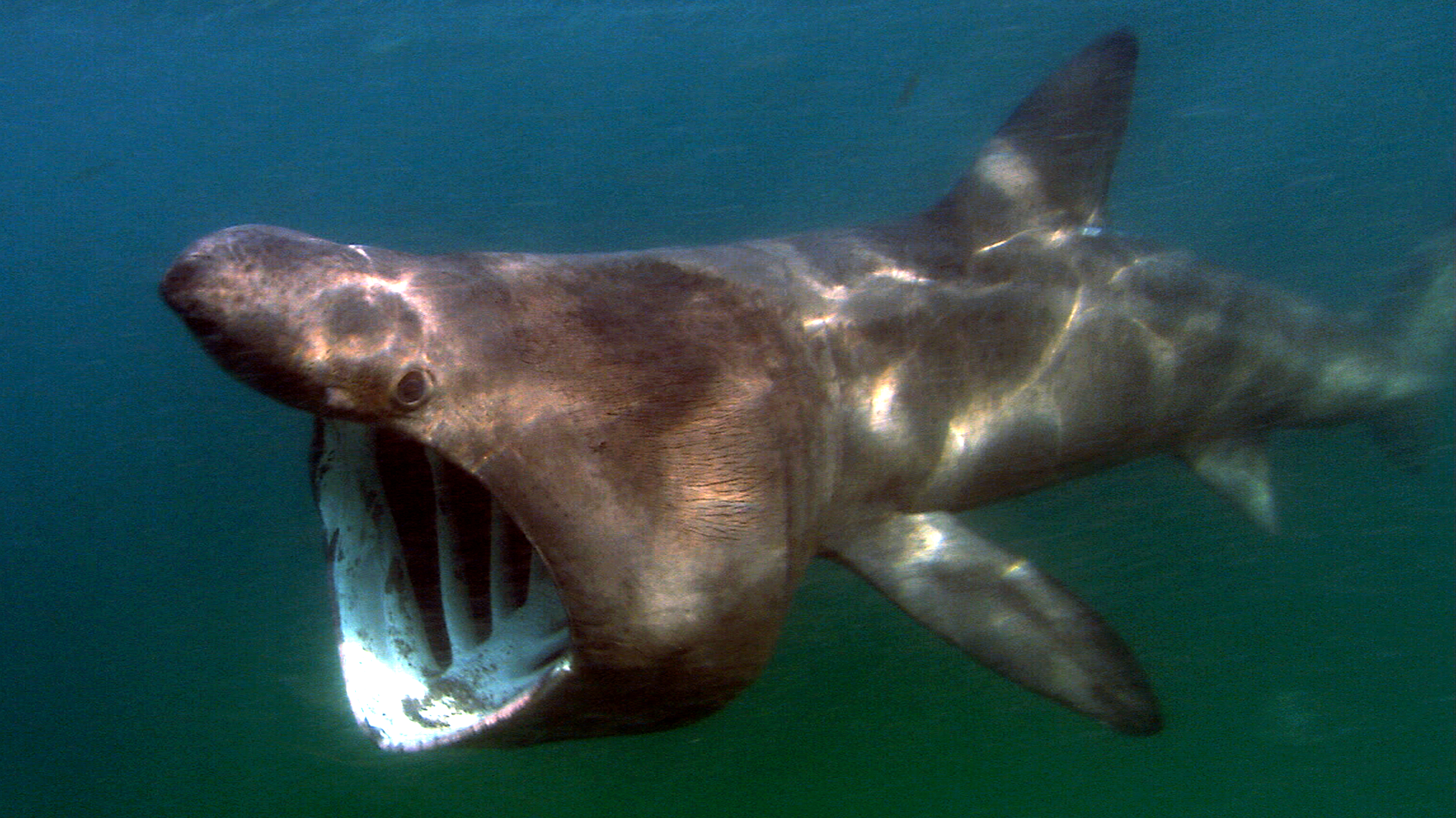
ウバザメ（Basking shark）

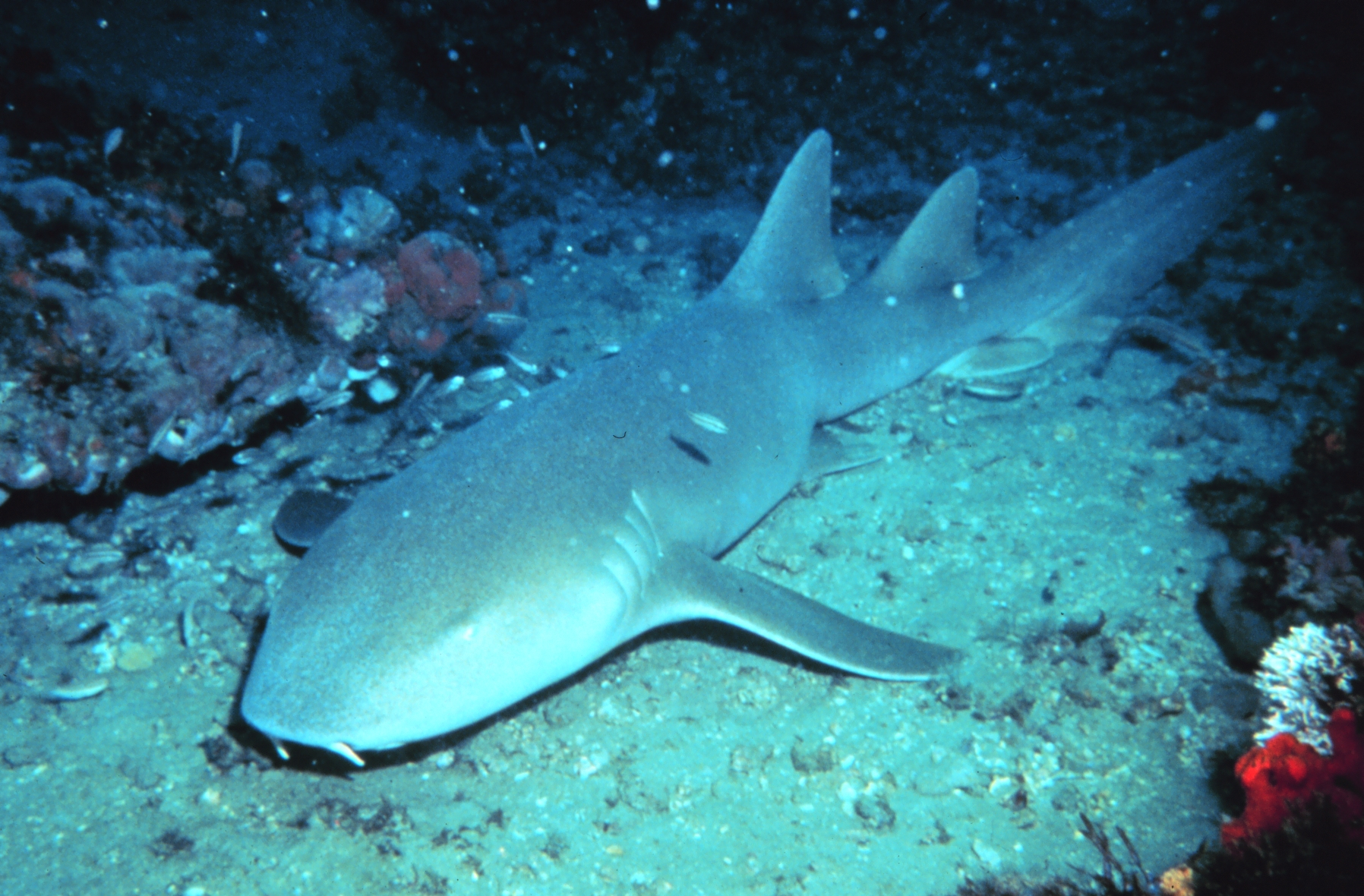
コモリザメ（Nurse shark）

## 艦歴
シャークは1933年10月24日にコネチカット州グロトンのエレクトリック・ボート社で起工した。1935年5月21日にルース・エレン・ロネガン（コネチカット州選出上院議員オーガスティン・ロネガンの娘）によって命名、進水し、1936年1月25日に艦長C・J・カーター少佐の指揮下就役する。北大西洋およびカリブ海での整調後、シャークはパナマ運河を通過し1937年3月4日にカリフォルニア州サンディエゴに到着した。

### 開戦まで
1938年は第6潜水戦隊 (SubRon 6) の一部として訓練及び陸軍・海軍共同の作戦活動に従事する。メア・アイランド海軍造船所での定時オーバーホール後、1938年12月16日にサンディエゴを出航して真珠湾に向かい、第4潜水戦隊 (SubRon 4) に合流する。ハワイ海域での2年間の作戦活動に続いて、シャークは1940年12月3日に真珠湾を出航し、フィリピンのマニラでアジア艦隊に合流。以後、日本軍による真珠湾攻撃まで艦隊演習及び訓練に従事した。

### 哨戒
12月8日、太平洋戦争が勃発。キャビテ在泊中のシャークは、艦長ルイス・シェーン・ジュニア少佐（アナポリス1926年組）の指揮下、戦時行動に移った。翌12月9日、シャークは最初の哨戒でフィリピン近海に向かった。マニラは翌日日本軍による爆撃が行われ、フィリピンにも戦火が広がることとなった。機雷礁と防潜網を通過したシャークは12月11日、「タヤバス湾方面に日本の輸送船団あり」との報告を受けて偵察。12月19日、シャークはアジア艦隊司令長官トーマス・C・ハート大将（アナポリス1897年組）とその幕僚、関係者などを乗せるよう命を受けた。その日のうちにシャークは12日間の行動を終えてマニラに帰投。ただちに収容が始まり、艦内がすし詰め状態となったシャークはマニラを出港する。12月21日朝にマニラ湾を抜け、7日間かけてジャワ島のスラバヤに送り届けた。
1942年1月5日、シャークは2回目の哨戒でセレベス島方面に向かった。1月6日19時ごろ、浮上航行中のシャークは日本の潜水艦からの雷撃を受ける。この日本の潜水艦は、木俣滋郎『日本潜水艦戦史』121ページでは伊号第一五七潜水艦（伊157）だったとし、伊157は魚雷1本を発射したが、その魚雷はシャークをかすめ去り命中しなかったとする。数日後、シャークは敵の侵攻が予想されたアンボン島方面への移動を命じられた。1月27日にリファマトラ島およびバンカ海峡の東方をカバーするため、モルッカ海峡を哨戒する潜水艦群への合流を命じられる。2月2日、ティフォレ島10マイル沖合で爆雷攻撃を受け、魚雷による日本船への攻撃に失敗したことをスラバヤの基地へ報告する。その5日後の2月7日、北西へ向かう空荷の貨物船を追跡すると報告した。その後シャークは消息不明となる。2月8日にシャークはマカッサル海峡への移動と、情報の報告を命じられたが、返答はなかった。3月7日にシャークの喪失が推定、報告された。シャークは6月24日に除籍された。

### シャークの喪失
日本側の記録には、当該海域にシャークがいたと想定される期間に、未確認の潜水艦に対する多数の攻撃が行われたことが残されている。そのうちのどれかが、シャークの最期とも考えられている。木俣滋郎『敵潜水艦攻撃』25、26、27ページには、有力な候補として以下の2つの攻撃をあげている。
まず1つは、2月11日1時37分頃の駆逐艦山風による攻撃である。山風はマナド沖で北北西の方向に向かう浮上潜水艦に対しサーチライトを照射し、次いで12.7センチ砲で砲撃を行った。10分間の戦闘で潜水艦は沈み始め、水中からの音声は確認されたが、生存者を救助する試みは成されなかった。
もう1つは、2月17日23時38分頃の駆逐艦雷による攻撃である。雷はセレベス島東岸を南下中に雷撃されたが、これを回避。雷は反撃に出て、2月18日0時45分ごろに、探知した潜水艦に対して爆雷攻撃を行った。潜水艦は雷に対し3本の魚雷を発射したもののすべて回避され、雷は複数回の爆雷攻撃を実施したところ、水中からの反応が消えた。攻撃後の海面には重油が浮かび上がっていた。
両方の攻撃とも、相手が明らかにシャークであるという確証はないが、アメリカ側の記録では2月11日の攻撃をシャークの喪失原因としている。
シャークは第二次世界大戦の戦功で1個の従軍星章を受章した。